# Kleinenkneten

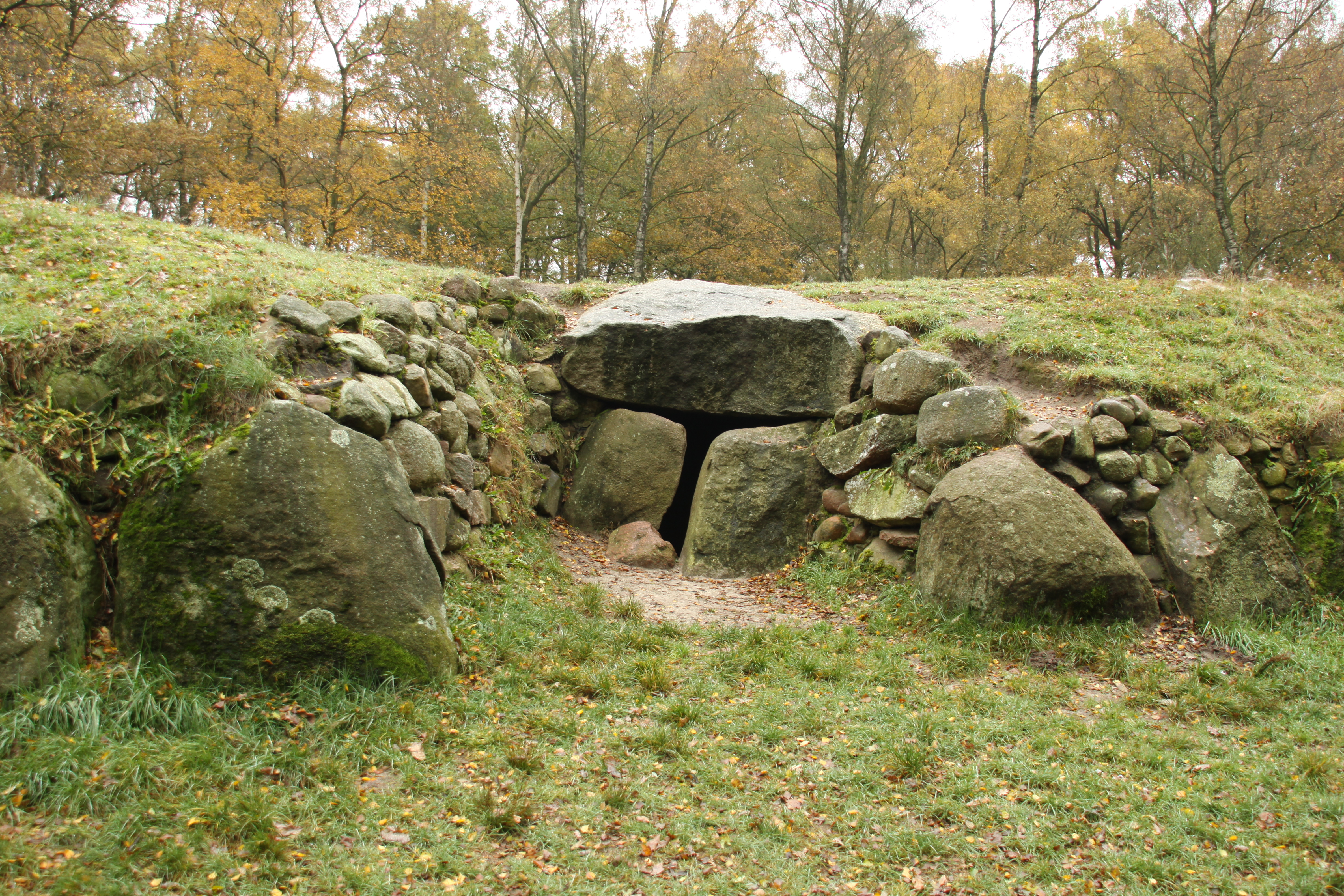
Kleinenknetener Steine: Ganggrab 1 mit Kammer

Kleinenkneten ist eine Bauerschaft der Stadt Wildeshausen im niedersächsischen Landkreis Oldenburg. 

## Geographie
Kleinenkneten liegt ca. 5 km südlich des Wildeshauser Ortskerns. Es gehört zu der das Kerngebiet umgebenden sogenannten Landgemeinde Wildeshausen. Hier treffen die Kreisstraßen 246 und 247 und die Landesstraße 882 aufeinander. Durch den Ort fließt der Lohmühlenbach, ein Tieflandbach, zur Hunte.
Auf dem Gebiet der Bauerschaft liegen die Kleinenknetener Steine, zwei Großsteingräber aus der jungsteinzeitlichen Trichterbecherkultur (3500-2800 v. Chr.), die Stationen der Straße der Megalithkultur sind.
In der näheren Umgebung von Kleinenkneten liegen die Dörfer Lohmühle, Hanstedt, Rechterfeld und Düngstrup, die jeweils eine direkte Straßenverbindung nach Kleinenkneten besitzen. Während Lohmühle, Hanstedt und Düngstrup ebenfalls zu Wildeshausen gehören, gehört Rechterfeld zur Gemeinde Visbek im Landkreis Vechta.

## Vereine
- Sportverein Grün-Weiß Kleinenkneten[1]
- Reitverein Reinershof Kleinenkneten[2][3]

## Baudenkmale
In der Liste der Baudenkmale in Wildeshausen ist für Kleinenkneten ein Baudenkmal aufgeführt.